# Джамбі
Джамбі (індонез. Kota Jambi, раніше — Теланайпура) — місто у південно-східній частині індонезійського острова Суматра, адміністративний центр однойменної провінції. Населення 750 857 чоловік (2015). Університет.
Місто лежить на обох берегах судноплавної річці Харі, за 155 км від її гирла. Центр району нафтовидобування, нафтопроводи пов'язують місто з нафтовими промислами і нафтопереробним заводом у Палембанзі. У місті розвинена первинна переробка каучуку, є також підприємства харчової та лісопильної промисловості.
У місті здавна розвинені такі види народних промислів, як виготовлення циновок і кошиків, дерев'яних виробів, а також розпис по тканині (батик). Спочатку одяг з тканин, оброблених за допомогою техніки батику, носился виключно представниками знаті. У другій половині XX століття технологія батика була переведена на промислову основу.
Головні дороги з міста ведуть на південь до Палембангу у Південній Суматрі, на північ до Пеканбару у Ріау, і до західного узбережжя через провінції Бенгкулу і Західна Суматра. Аеропорт міста облуговує внутрішні лінії.
Населення міста швидко зростає: якщо у 2000 році воно становило 379 168 чоловік, то у 2015 році — 750 857 чоловік.
Місто Джамбі ділиться на вісім районів:
- Кота-Бару (139 359)
- Джамбі-Селатан (Південний Джамбі) (124 280)
- Джелутунг (60 544)
- Пасар-Джамбі (12 800)
- Теланайпура (92 366)
- Данау-Телук (11 824)
- Пелаянган (12 861)
- Джамбі-Тимур (Східний Джамбі) (77 823)

## Міста-побратими
- Купанг,  Індонезія
- Накхон Ратчасіма,  Таїланд
- Ермера,  Східний Тимор
- Айнару,  Східний Тимор